# フォートワース交響楽団
フォートワース交響楽団（フォートワースこうきょうがくだん、英語: Fort Worth Symphony Orchestra、略称:FWSO）は、アメリカ合衆国のテキサス州 フォートワースに本拠を置くオーケストラ。

## 概要
1912年設立、第一次世界大戦の勃発により活動を中断したが、1925年にブルックス・モリスにより再結成され、1943年まで活動を続けたが、第二次世界大戦の影響で再び活動を停止した。1957年に再建、当初はコミュニティ・オーケストラとしての性格が強かった。
ジョン・ジョルダーノが音楽監督に就任した1972年から2000年までの約28年間は、楽団にとって大きな発展期となった。ジョルダーノのリーダーシップのもと、楽団は演奏水準を向上させ、レパートリーを拡大した。また、ヴァン・クライバーン国際ピアノコンクールの伴奏を務めるオーケストラとなり国際的に名を上げた。
2000年には、ペルー出身のミゲル・ハース＝ベドーヤが音楽監督に就任し、現代的なレパートリーにも取り組み、録音活動も活発に行った。特に、ラテンアメリカの作曲家の作品を積極的に紹介した。
2020年から、ロバート・スパーノが首席客演指揮者を務め、2022年からは音楽監督に就任している。
ナンシー・リー＆ペリー・R・バス・パフォーマンスホールを本拠地とし、定期演奏会に加えて、テキサス・バレエ・シアターやフォートワース・オペラの公演、また地域社会や教育プログラムでの演奏も行っている。毎年夏にフォートワース植物園で開催される「ガーデン・コンサート・シリーズ」は、多くの市民に親しまれている。

## 歴代音楽監督
- ブルックス・モリス（1925年–1943年）
- ロバート・ハル（1957年–1963年）
- ルドルフ・クルーガー（1963年–1965年）
- エズラ・ラクリン（1965年–1972年）
- ジョン・ジョルダーノ（1972年–2000年）
- ミゲル・ハース＝ベドーヤ (2000年–2020年)
- ロバート・スパーノ（英語版）（2022年～ ）